# یواس‌اس پورتسموث (سی‌ال-۱۰۲)
یواس‌اس پورتسموث (سی‌ال-۱۰۲) (به انگلیسی: USS Portsmouth (CL-102)) یک کشتی بود که طول آن ۶۱۰ فوت ۱ اینچ (۱۸۵٫۹۵ متر) بود. این کشتی در سال ۱۹۴۴ ساخته شد.